# Nikolaus Benke
Nikolaus Benke (* 1954 in Wien) ist ein österreichischer Rechtswissenschafter. Von 2000 bis 2018 war er Vorstand des Instituts für Römisches Recht und Antike Rechtsgeschichte der Rechtswissenschaftlichen Fakultät der Universität Wien.

## Leben
Nikolaus Benke wurde 1954 in Wien geboren. 1978 wurde er zum Doktor der Rechte promoviert, 1982 folgte die Verleihung des Master of Laws (LL.M) am King’s College London und bereits 1989 die Habilitation an der Rechtswissenschaftlichen Fakultät der Universität Wien, wo er von 1993 bis zu seiner Emeritierung im Jahr 2019 Universitätsprofessor war und von 2000 bis 2018 das Institut für Römisches Recht und Antike Rechtsgeschichte leitete.
Seine Forschungsschwerpunkte im römischen Recht sind das Privat-, das Verfassungs- und das Prozessrecht sowie die Rechtsquellenlehre. Weitere Spezialgebiete sind die römische Wirtschafts- und Sozialgeschichte sowie die Rechtsvergleichung, insbesondere der dogmengeschichtliche Vergleich des Common Law mit der kontinentaleuropäischen Tradition. 
Darüber hinaus forscht und publiziert Nikolaus Benke im Bereich der Legal Gender Studies mit besonderer Berücksichtigung der römischen Antike.
Von 2004 bis 2011 war Benke Mitglied der Schiedskommission (§ 43 Universitätsgesetz 2002) an der Akademie der Bildenden Künste Wien.
Seit 2013 ist Benke stellvertretender Leiter des von der Universität Wien eingerichteten Forschungsverbundes Geschlecht und Handlungsmacht (Gender and Agency).

## Werke (Auswahl)
- Römisches Sachenrecht (gemeinsam mit Franz-Stefan Meissel), Manz Verlag (1. Aufl. 1990, 10. Aufl. 2012).
- Römische Schuldrecht (gemeinsam mit Franz-Stefan Meissel), Manz Verlag (1. Aufl. 1992, 8. Aufl. 2014).
- Roman Law of Property (gemeinsam mit Franz-Stefan Meissel), Manz Verlag (2019).
- Juristenlatein (gemeinsam mit Franz-Stefan Meissel), Manz/C.H.Beck/Stämpfli Verlag (1. Aufl. 1997, 3. Aufl. 2009).
- Antike – Recht – Geschichte. Symposion für Peter E. Pieler (hrsg. gemeinsam mit Franz-Stefan Meissel), Peter Lang Verlag (2009).
- Kommentierung des § 21 ABGB (mit Peter Barth), der §§ 22, 23 ABGB (mit Philipp Klausberger) und der §§ 26, 27 ABGB (mit Peter Steindl) in Fenyves/Kerschner/Vonkilch (Hrsg.), Großkommentar zum ABGB („Klang-Kommentar“), 3. Auflage (2014).